# ماتيوس غونسالفيس مارتينز
ماتيوس غونسالفيس مارتينز (بالإسبانية: Mateus Gonçalves Martins)‏ هو لاعب كرة قدم مكسيكي في مركز مهاجم ‏، ولد في 28 سبتمبر 1994 في بيلو هوريزونتي في البرازيل. لعب مع نادي تشياباس.

## وصلات خارجية
- ماتيوس غونسالفيس مارتينز على موقع قاعدة بيانات كرة القدم.إي يو (الإنجليزية)
- ماتيوس غونسالفيس مارتينز على موقع Soccerway.com (الإنجليزية)
- ماتيوس غونسالفيس مارتينز على موقع AS.com (الإسبانية)